# Batis del Cap
La batis del Cap (Batis capensis) és un ocell de la família dels platistèirids (Platysteiridae).

## Hàbitat i distribució
Habita la selva pluvial, clars i matolls de les muntanyes de Malawi (excepte les muntanyes Misuku), adjacent nord-est de Zàmbia, est de Zimbàbue, Moçambic i est i sud de Sud-àfrica a Transvaal, Swazilàndia, Natal i sud de la Província del Cap.

## Taxonomia
S'han descrit 6 subespècies:
- B. c. kennedyi Smithers et Paterson, 1956. Sud-oest de Zimbàbue.
- B. c. erythrophthalma Swynnerton, 1907. Zimbabwe oriental i Moçambic occidental.
- B. c. hollidayi Clancey, 1952. Sud de Moçambic i nord-est de Sud-àfrica.
- B. c. capensis (Linnaeus, 1766). Sud-àfrica meridional.
- B. c. sola Lawson, 1964. Malawi septentrional.
- B. c. dimorpha (Shelley, 1893). Malawi meridional i Moçambic septentrional.

Alguns autors consideren que les dues darreres subespècies pertanyen a una espècie diferent:
- Batis de Malawi (Batis dimorpha).